# Al Unser, Jr.
Alfred Unser, Jr. (Albuquerque, 19 de Abril de 1962) é um automobilista estadunidense. Ele foi campeão da CART em 1990 e 1994. Em 20 provas disputadas nas 500 Milhas de Indianápolis, ele venceu em 1992 e 1994.
Por outro lado, Al Unser Jr. foi o vencedor absoluto das 24 horas de Daytona de 1986 e 1987. Foi campeão da Can-Am no ano de 1982.
O piloto acumulou 31 vitórias e 88 pódios na CART/IndyCar Series. Seu pai, Al Unser, seus tios Bobby e Jerry e seus primos Johnny e Robby também são pilotos.
Em 18 de maio de 2007, Unser falou publicamente pela primeira vez sobre sua batalha contra o alcoolismo, quando ele juntou forças com LIVE outside the Bottle, uma campanha nacional de educação para ajudar o público a entender a necessidade de abordar e tratar o alcoolismo.
Durante o fim de semana do Grande Prémio de Long Beach de 2009, Al Unser Jr confirmou que a sua carreira na IndyCar chegava ao fim. Durante o fim de semana ele ganhou o Toyota Pro/Celebrity Race.
Unser entrou para o Motorsports Hall of Fame da América em 2009.
Em 29 de setembro de 2011 foi preso em Albuquerque, Novo México, sob a acusação de direção perigosa e condução agravada pela embriaguez.

## Resultados na Champcar

### Resultados da carreira na CART

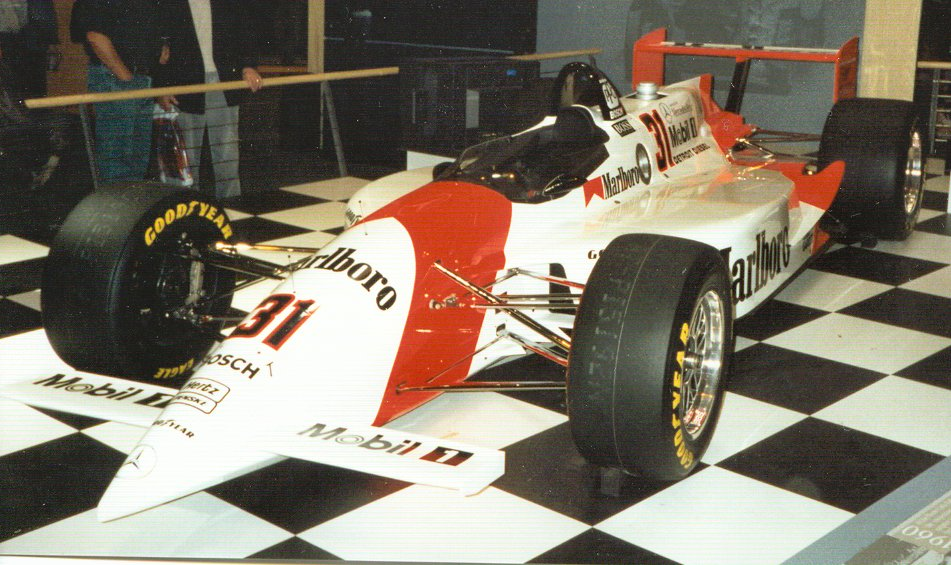
Penske PC-23 Mercedes-Benz em que Al Unser, Jr foi vencedor das
500 Milhas de Indianápolis em 1994.

| Ano  | Equipe              | Vitórias | Pontos | Posição no campeonato |
| ---- | ------------------- | -------- | ------ | --------------------- |
| 1982 | Forsythe Racing     | 0        | 30     | 21º                   |
| 1983 | Galles Racing       | 0        | 89     | 7º                    |
| 1984 | Galles Racing       | 1        | 103    | 6º                    |
| 1985 | Shierson Racing     | 2        | 150    | 2º                    |
| 1986 | Shierson Racing     | 1        | 137    | 4º                    |
| 1987 | Shierson Racing     | 0        | 107    | 3º                    |
| 1988 | Galles Racing       | 4        | 149    | 2º                    |
| 1989 | Galles Racing       | 1        | 136    | 5º                    |
| 1990 | Galles/Kraco Racing | 6        | 210    | 1º                    |
| 1991 | Galles/Kraco Racing | 2        | 197    | 3º                    |
| 1992 | Galles/Kraco Racing | 1        | 169    | 3º                    |
| 1993 | Galles Racing       | 1        | 100    | 7º                    |
| 1994 | Team Penske         | 8        | 225    | 1º                    |
| 1995 | Team Penske         | 4        | 161    | 2º                    |
| 1996 | Team Penske         | 0        | 125    | 4º                    |
| 1997 | Penske Racing       | 0        | 67     | 13º                   |
| 1998 | Penske Racing       | 0        | 72     | 11º                   |
| 1999 | Team Penske         | 0        | 26     | 21º                   |

- 2 campeonatos e 31 vitórias

### 500 Milhas de Indianápolis
| Ano  | Chassi  | Motor          | Classificação      | Resultado          | Nota                 | Equipe            |
| ---- | ------- | -------------- | ------------------ | ------------------ | -------------------- | ----------------- |
| 1983 | Eagle   | Cosworth       | 5º                 | 10º                | Falta de combustível | Galles            |
| 1984 | March   | Cosworth       | 15º                | 21º                | Water Pump Failure   | Galles            |
| 1985 | Lola    | Cosworth       | 11º                | 25º                | Falha do motor       | Shierson Racing   |
| 1986 | Lola    | Cosworth       | 9º                 | 5º                 | Corrida              | Shierson Racing   |
| 1987 | March   | Cosworth       | 22º                | 4º                 | Corrida              | Shierson Racing   |
| 1988 | March   | Chevrolet      | 5º                 | 13º                | Corrida              | Galles            |
| 1989 | Lola    | Chevrolet      | 8º                 | 2º                 | Colisão              | Galles            |
| 1990 | Lola    | Chevrolet      | 7º                 | 4º                 | Corrida              | Galles/Kraco      |
| 1991 | Lola    | Chevrolet      | 6º                 | 4º                 | Corrida              | Galles/Kraco      |
| 1992 | Galmer  | Chevrolet      | 12º                | 1º                 | Corrida              | Galles/Kraco      |
| 1993 | Lola    | Chevrolet      | 5º                 | 8º                 | Corrida              | Galles            |
| 1994 | Penske  | Ilmor-Mercedes | 1º                 | 1º                 | Corrida              | Penske            |
| 1995 | Lola    | Ilmor-Mercedes | Não se classificou | Não se classificou | Não se classificou   | Penske            |
| 2000 | G-Force | Oldsmobile     | 18º                | 29º                | Radiador danificado  | Galles            |
| 2001 | G-Force | Oldsmobile     | 19º                | 30º                | Colisão              | Galles            |
| 2002 | Dallara | Chevrolet      | 12º                | 12º                | Corrida              | Kelley            |
| 2003 | Dallara | Toyota         | 17º                | 9º                 | Corrida              | Kelley            |
| 2004 | Dallara | Chevrolet      | 17º                | 17º                | Corrida              | Patrick           |
| 2006 | Dallara | Honda          | 27º                | 24º                | Colisão              | Dreyer & Reinbold |
| 2007 | Dallara | Honda          | 25º                | 26º                | Corrida              | Foyt              |

### Resultados da carreira na IndyCar Series

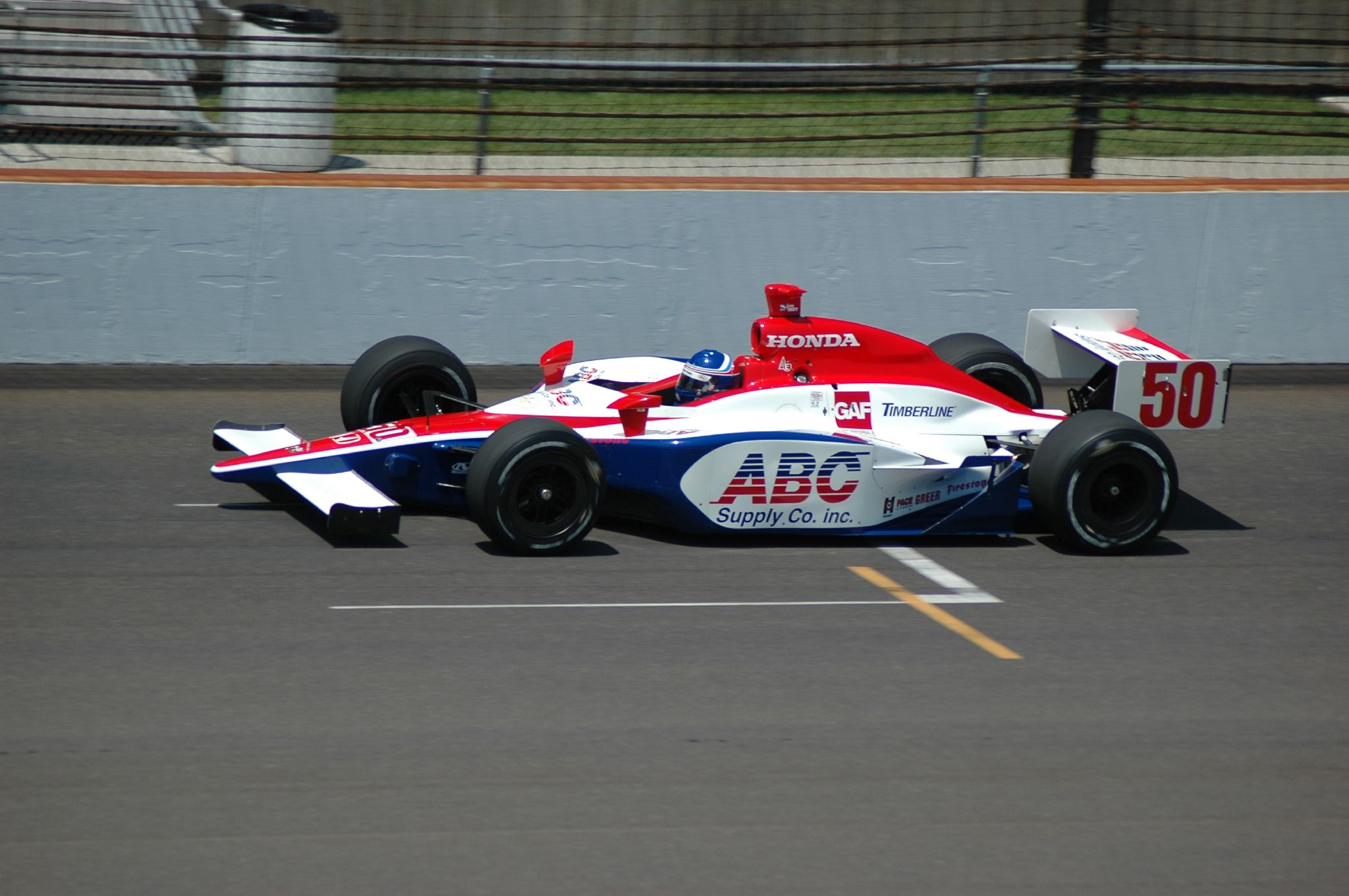
Carro de Al Unser Jr. na IndyCar Series de 2007.

| Ano  | Equipe                   | Vitórias | Pontos | Posição no campeonato |
| ---- | ------------------------ | -------- | ------ | --------------------- |
| 2000 | Galles Racing            | 1        | 188    | 9º                    |
| 2001 | Galles Racing            | 1        | 287    | 7º                    |
| 2002 | Kelley Racing            | 0        | 311    | 7º                    |
| 2003 | Kelley Racing            | 1        | 374    | 6º                    |
| 2004 | Patrick Racing           | 0        | 44     | 24°                   |
| 2006 | Dreyer & Reinbold Racing | 0        | 12     | 35º                   |
| 2007 | A. J. Foyt Enterprises   | 0        | 10     | 32º                   |

## Curiosidade
- Em 1989, Al Unser Jr. protagonizou um dos duelos mais emocionantes da história das 500 Milhas de Indianápolis. Faltando 5 voltas para o final, ultrapassou o brasileiro Emerson Fittipaldi para liderar a prova. Na penúlitma volta, Fittipaldi se aproximou de Unser Jr. devido a um grupo de retardatários que o haviam segurado. Ao se aproximarem da curva 3 do circuito, o brasileiro colocou seu carro por dentro e o carro de ambos se tocaram a mais de 350 Km/h. Unser Jr. rodou e bateu seu carro no muro, enquanto que Fittipaldi conseguiu corrigir o carro e venceu a prova sob bandeira amarela. Mesmo com o acidente, Unser Jr. terminou em segundo lugar, pois o piloto brasileiro Raul Boesel - que chegou em terceiro - era retardatário e estava seis voltas atrás do vencedor.
- No final da temporada de 2009, Al Unser Jr apareceu no GP de Miami como surpresa e anunciou o inicio da corrida.